# Tutume (villaggio)
Tutume è un villaggio del Botswana situato nel distretto Centrale, sottodistretto di Tutume. Il villaggio, secondo il censimento del 2011, conta 17.528 abitanti.

## Località
Nel territorio del villaggio sono presenti le seguenti 21 località:
- Banijena di 25 abitanti,
- Bopolodzi di 5 abitanti,
- Chenkwakwa di 53 abitanti,
- Chingape di 32 abitanti,
- Donjani di 12 abitanti,
- Gwemazhani,
- Kaego,
- Karana di 45 abitanti,
- Karana Cattle Post di 15 abitanti,
- Madikwe Lands di 32 abitanti,
- Magapatona di 1 abitante,
- Makhubola di 29 abitanti,
- Makhubola di 16 abitanti,
- Manjerengwa,
- Mapontela di 7 abitanti,
- Matombomashaba di 61 abitanti,
- Nsuswane di 306 abitanti,
- Tenene/Bayanga di 66 abitanti,
- Thabatsane di 56 abitanti,
- Thonongola di 6 abitanti,
- Tshaathoka